# Роберто Джакомі
Роберто Джакомі (англ. Roberto Giacomi, нар. 1 серпня 1986, Торонто) — канадський футболіст, що грав на позиції воротаря, зокрема за декілька європейських клубних команд та національну збірну Канади.

## Клубна кар'єра
Народився 1 серпня 1986 року в місті Торонто. Вихованець місцевої юнацької футбольної команди «Маркем Лайтнінг».
2004 року уклав свій перший професійний контракт, ставши гравцем шотландського «Рейнджерс». У його структурі виступав виключно за резервну команду, а частину 2005 року провів в оренді у нижчоліговому «Стерлінг Альбіон».
2006 року перебрався до Бельгії, приєднавшись до «Беверен», де протягом сезону був дублером івуарійця Бубакара Баррі, взявши участь лише у двох іграх першості.
Протягом 2007—2010 років захищав кольори норвезького «Крістіансунна», а завершив ігрову кар'єру 2011 року виступами за «Аверейкамератене» в одному з нижчих дивізіонів Норвегії.

## Виступи за збірні
2001 року дебютував у складі юнацької збірної Канади (U-15), згодом також грав за команду 17-річних.
2005 року його викликали до лав молодіжної збірної Канади, а 2007 року потрапив до заявки національної збірної країни для участі в розіграші Золотого кубка КОНКАКАФ 2007 року в США. Щоправда, ані на самому турнірі, ані після нього ув лавах головної команди Канади так і не дебютував.